# Mark O'Brien
Mark O'Brien, född 7 maj 1984 i St. John's i Newfoundland och Labrador, är en kanadensisk skådespelare och filmregissör.
O'Brien är mest känd för sina roller som Des Courtney i dramakomediserien Republic of Doyle, och Tom Rendon i dramaserien Halt and Catch Fire. Han har också spelat rollen som Alex Le Domas i skräckfilmen Ready or Not, som hade biopremiär i augusti 2019.

## Privatliv
O'Brien har studerat på Memorial University of Newfoundland beläget i hemstaden St. John's. Hans mor har tidigare arbetat som sjuksköterska, och fadern har arbetat som lastbilschaufför. Han har tre äldre systrar.
O'Brien gifte sig med skådespelerskan Georgina Reilly den 6 januari 2013, efter att de träffats under inspelningarna av Republic of Doyle år 2011. I november 2017 fick de sitt första barn, en dotter.

## Filmografi (i urval)

### Filmer
- 2015 – How to Plan an Orgy in a Small Town
- 2016 – Arrival
- 2018 – Parallel
- 2018 – Anon
- 2018 – How It Ends
- 2018 – The Darkest Minds
- 2018 – Kin
- 2018 – The Front Runner
- 2018 – Bad Times at the El Royale
- 2019 – Ready or Not
- 2019 – Marriage Story
- 2019 – Hammer
- 2021 – Blue Bayou
- 2025 – Nuremberg

### TV-serier
- 2006 – Above and Beyond (TV-serie)
- 2010–2014 – Republic of Doyle (TV-serie)
- 2011 – Warehouse 13 (TV-serie)
- 2012 – Murdoch Mysteries (TV-serie)
- 2014 – Hannibal (TV-serie)
- 2014 – Saving Hope (TV-serie)
- 2015–2016 – Halt and Catch Fire (TV-serie)
- 2017 – The Last Tycoon (TV-serie)
- 2019 – City on a Hill (TV-serie)
- 2023 – Your Honor (TV-serie)
- 2023 – Perry Mason (TV-serie)